# ジョズエ・カルドゥッチ
ジョズエ・アレッサンドロ・ジュゼッペ・カルドゥッチ（Giosuè Alessandro Giuseppe Carducci, 1835年7月27日、ヴァルディカステッロ - 1907年2月17日、ボローニャ）は、イタリアの詩人、教師。古典文学者。イタリア上院議員。その影響力は大きく、現代イタリアの国民的詩人として公的にも認められていた。父はリソルジメントの支持者で、政府の弾圧により幼少時代はトスカーナ地方を転々とする。学識を請われボローニャ大学教授となる。『新韻集』や『擬古詩集』が高い評価を受け、1906年にノーベル文学賞を受賞、同賞を受賞した最初のイタリア人となった。
国家統一を妨げているとしてローマ・カトリックを厳しく批判し、『青春の季』や『魔王賛歌』で反カトリックの姿勢を取っている。教育家としても教会の管理下にある事が一般的だった寄宿学校の現状を変えるべく、弟ヴァルフレード・カルドゥッチを校長とする無宗教式のカルドゥッチ寄宿学校を設置した。同校ではベニート・ムッソリーニがサレジオ会の寄宿学校を追放された後に学んでいる。

## 経歴
カルドゥッチは、トスカーナ大公国の現ルッカ県北西端にある小さな街・ピエトラサンタの一部であるヴァルディカステッロの集落に生まれた。父親は医者で、統一イタリアの支持者であり、カルボナリの関係者であった。父親の政治的志向性のために、一家は、カルドゥッチが子供の頃に何度か引っ越さねばならない羽目に陥っている。その当時、数年をフィレンツェで過ごしたこともあった。
カルドゥッチは大学在学中から、古代ギリシアや古代ローマの抑制されたスタイルに魅了され、彼の成熟した作品は抑制のきいた古典的な様式を帯びるようになった。ホラティウスやウェルギリウスといったラテン語の詩人たちのように、たびたび古典的な韻律を使うものである。また、ホメーロスの『イーリアス』第9巻をイタリア語に翻訳した。
カルドゥッチは1856年にピサ大学のスクオラ・ノーマル・スペリオレを卒業し、教授法を教える学校を始める。その翌年、最初の詩集である『リム』（Rime、詩もしくは韻）を出版する。この頃は彼にとっては辛い時期であった。というのも、父親が亡くなり、兄弟が自殺を図ったのである。
1859年、カルドゥッチはエルヴィラ・メニクッチと結婚する。2人の間に子供は4人生まれた。彼はごく短い期間、ピストイアの高校でギリシア語を教えている。その後、ボローニャ大学にイタリア語の教授として迎えられる。ここで、教え子の一人ジオヴァンニ・パスコーリに出会う。パスコーリもまた詩人となり、ボローニャ大学でカルドゥッチの後を継ぐ。
カルドゥッチは人気のあった講師で、文学や社会のあり方を激しく批判した。カルドゥッチ自身は無神論者であり、その政治的志向性は、どんな時も一般的なキリスト教的なものとは正反対のものであった。特に、カトリック教会が日常生活において持っている影響力に対して反対していた。
「私は、真実の神も、ヴァティカンによる平和も、あるいはどんな司祭による平和も、知らない。彼らは、まさしく、そして変わることのないイタリアの敵である。」
と後年述べている。
この、反教会的革命の熱意は、ある一つの有名な詩に顕著に示されている。それは意図的に教会を冒涜するもので、挑発的な『[魔王讃歌』である。この詩は1863年に、パーティでの食事の乾杯のために創られたもので、1865年に出版され、さらに1869年にボローニャの急進的な新聞である『イル・ポポロ』によって再版されている。この再版は、ヴァティカンの20世紀世界教会運動会議に時期を合わせて挑発のために行われたものである。教皇に反対する革命的熱情が高まりを見せ、政治的にも軍隊の面でも、教皇領に対するヴァティカンの支配を終わらせようという共和主義者の戦いが始まっていたのである。
1890年、カルドゥッチはその後作家ともなり詩人ともなるアニー・ヴィヴァンティと出会い、恋に落ちる。カルロ・エミリオ・ガッダはその様子を「カルドゥッチはその中にアニー・ヴィヴァンティのパンティーをめちゃくちゃ沢山詰め込んだスーツケースを持って、よく旅に出ていたものだよ…彼は時折スーツケースを開けると、中のパンティーを取り出して、その匂いをくんくん嗅いで、うっとりしていたよ」と述べている。2004年には、カルドゥッチとヴィヴィアンティの間でやりとりされ、一切検閲されていない往復書簡集が出版された。
『魔王讃歌』が革命的衝撃を与えてはいたが、カルドゥッチの最も素晴らしい詩作は晩年になって生み出された。詩集『新韻集』と『異邦人の頌歌』には、最も素晴らしい作品群を見出すことができる。
1906年、カルドゥッチはノーベル文学賞を最初に受賞したイタリア人となった。また、イタリア議会の上院議員にも選ばれている。カルドゥッチの評判は、基本的にはその詩に負うところが大であったが、長文の散文作品も創っている。散文による作品（文学批評、伝記、演説と随筆など）は、20巻にも及ぶ量であった。カルドゥッチはまた優れた翻訳者でもあり、ゲーテとハイネの作品を何点か翻訳している。
ボローニャで亡くなる。71歳没。

## 日本語訳書
- 『ノーベル賞文学全集 23　ジョズエ・カルドゥッチ』[13]主婦の友社、1971年
  - カルドゥッチ詩抄（河島英昭、川名公平編訳）、受賞式典演説を収録

## 注
1. ↑  Baldi, Giusso, Razetti, Zaccaria, Dal testo alla storia. Dalla storia al testo, Torino, 2001, vol. 3/1B, p. 778: "Partecipò intensamente alla vita culturale del tempo e ... sostenne infinite polemiche letterarie e politiche".
2. ↑  Giulio Ferroni, Profilo storico della letteratura italiana, Torino, 1992, p. 780: "Si trasforma in poeta ufficiale dell'Italia umbertina".
3. ↑  Biagini, Mario, Giosuè Carducci, Mursia, 1976, p. 208.
4. ↑  Carelle, A., Naturalismo Italiano, Draghi, Padova 1911, cited at http://www.infidels.org/library/historical/joseph_mccabe/dictionary.html
5. ↑  Carducci, Giosuè, Selected Verse/ Giosuè Carducci: edited with a translation, introduction and commentary by David H. Higgins, (Aris & Phillips; Warminster, England), 1994. See also: Bailey, John Cann, Carducci The Taylorian Lecture (Clarendon Press, Oxford) 1926.
6. 1 2  Annie e l' Orco: storie d' amore e cinismo, Corriere.it, 2005 quotation: ...immagine ribadita e documentata l' anno scorso con l' uscita da Feltrinelli di Addio caro Orco : il carteggio integrale tra i due, senza tagli e censure moralistiche dell' edizione di Pietro Pancrazi ( 1951) che aveva acquistato lettere e diari dalla vedova del poeta.
7. ↑  Cattaneo, Giulio (1991) Il gran lombardo p.40 quotation: Carducci viaggiava con una valigia dove era un paio di enormi mutande di Annie Vivanti, con giri di merletti e svoli a insalata. Ogni tanto apriva la valigia, tirava fuori le mutande, le annusava e se ne inebriava. Questo è feticismo.
8. ↑  Addio caro Orco (2004), published by Feltrinelli
9. ↑  One prominent English translation is The Barbarian Odes of Giosuè Carducci, translated from the Italian by William Fletcher Smith, (Manasha, Wisconsin: George Banta Publishing Co., 1939). The translation is reviewed in Dismukes, William Paul (March 1940). “The Barbarian Odes of Giosuè Carducci by William Fletcher Smith”. Italica 17 (1):  29–30.
10. ↑  Scalia, Samuel Eugene (1937). Carducci. New York: S.F. Vanni
11. ↑  Tomasin, Lorenzo (2007). "Classica e odierna". Studi sulla lingua di Carducci. Florence: Olschki
12. ↑   Selections from Carducci; Prose and Poetry with introduction, notes and vocabulary by A. Marinoni. New York: William R. Jenkins. (1913). vii–ix
13. ↑  他はシュリィ・プリュドム、フレデリック・ミストラル、ラビンドラナート・タゴール、ヴェルネル・フォン・ヘイデンスタム、エリク・アクセル・カールフェルト

## 参照
- Nobel Prize Presentation Speech